# Edward Herrmann
Edward Kirk Herrmann (21. červenec 1943 Washington, D.C. – 31. prosince 2014 New York) byl americký herec.

## Životopis
Jeho rodiče jsou Jean a John Herrmannovi. Po otci má německé předky. Vyrůstal v Michiganu, studoval na Bucknell University v Pensylvánii. Jeho herecká kariéra začala v sedmdesátých letech, hrál třeba po boku Roberta Redforda ve filmu Velký Waldo Pepper nebo Goldie Hawn ve filmu Přes palubu. Hrál také ve filmech The Paper Chase, Velký Gatsby, Ztracení hoši, Sám doma a bohatý nebo ve filmu Woodyho Allena Purpurová růže z Káhiry. Ve dvou televizních filmech si také zahrál prezidenta Franklina Delano Roosevelta.
Za roli v seriálu Advokáti získal v roce 1999 cenu Emmy. V Česku je nejznámější díky roli Richarda Gilmorea v seriálu Gilmorova děvčata.

## Filmografie
| Rok       | Film/seriál                                     | Role                                                 | Poznámky                                                                       |
| --------- | ----------------------------------------------- | ---------------------------------------------------- | ------------------------------------------------------------------------------ |
| 1971      | Mortadela                                       | policista                                            | nebyl uveden v titulcích                                                       |
| 1973      | The Paper Chase                                 | Thomas Craig Anderson                                |                                                                                |
| 1973      | Den delfína                                     | Mike                                                 |                                                                                |
| 1974      | Velký Gatsby                                    | Klipspringer                                         |                                                                                |
| 1975      | Velký Waldo Pepper                              | Ezra Stiles                                          |                                                                                |
| 1975      | Beacon Hill                                     | Richard Palmer                                       |                                                                                |
| 1975–1981 | Hallmark Hall of Fame                           | Folsom / George Bernard Shaw                         | 2 epizody                                                                      |
| 1976      | Eleanor and Franklin                            | Franklin Delano Roosevelt                            |                                                                                |
| 1977      | Eleanor and Franklin: The White House Years     | Franklin Delano Roosevelt                            |                                                                                |
| 1978      | A Love Affair: The Eleanor and Lou Gehrig Story | Lou Gehrig                                           |                                                                                |
| 1978      | Betsy                                           | Dan Weyman                                           |                                                                                |
| 1978      | Brass Target                                    | Walter Gilchrist                                     |                                                                                |
| 1979      | Take Down                                       | Ed Branish                                           |                                                                                |
| 1979      | Poprask v Severní ulici                         | Michael Hill                                         |                                                                                |
| 1979      | Portrait of a Stripper                          | Frank Andrews                                        |                                                                                |
| 1979      | 3 by Cheever: The Sorrows of Gin                | Kip Lawton                                           |                                                                                |
| 1979      | 3 by Cheever: O Youth and Beauty!               | Kip Lawton                                           |                                                                                |
| 1979      | Freedom Road                                    | Stephen Holms                                        |                                                                                |
| 1980      | M*A*S*H                                         | kapitán Steven J. Newsome                            | 1 epizoda                                                                      |
| 1981      | Harry's War                                     | Harry Johnson                                        |                                                                                |
| 1981      | Soukromé dějiny neúspěšného tažení              | cizinec                                              |                                                                                |
| 1981      | Rudí                                            | Max Eastman                                          |                                                                                |
| 1982      | Freedom to Speak                                | Andrew Carnegie / Robert Ingersoll / Abraham Lincoln |                                                                                |
| 1982      | The Electric Grandmother                        | otec                                                 |                                                                                |
| 1982      | Údolí smrti                                     | Paul Stanton                                         |                                                                                |
| 1982      | The Gift of Life                                | Dr. Quinn                                            |                                                                                |
| 1982      | A Little Sex                                    | Tommy                                                |                                                                                |
| 1982      | Annie                                           | FDR                                                  |                                                                                |
| 1983      | Memorial Day                                    | Ned Larwin                                           |                                                                                |
| 1984      | Concealed Enemies                               | Alger Hiss                                           |                                                                                |
| 1984      | Paní Soffelová                                  | Warden Peter Soffel                                  |                                                                                |
| 1984–1986 | St. Elsewhere                                   | otec Joseph McCabe                                   | 4 epizody                                                                      |
| 1985      | Purpurová růže z Káhiry                         | Henry                                                |                                                                                |
| 1985      | Muž s červenou botou                            | Brown                                                |                                                                                |
| 1985      | Nebezpečné situace                              | Bob Singer                                           |                                                                                |
| 1986      | Murrow                                          | Fred Friendly                                        |                                                                                |
| 1986      | The Lawrenceville Stories                       | ředitel                                              |                                                                                |
| 1987      | American Playhouse                              | ředitel                                              | 1 epizoda                                                                      |
| 1987      | Alfred Hitchcock uvádí                          | Dr. Maxwell Stoddard / Litton                        | 1 epizoda                                                                      |
| 1987      | Ztracení chlapci                                | Max                                                  |                                                                                |
| 1987      | Přes palubu                                     | Grant Stayton III                                    |                                                                                |
| 1988      | Kšeft za všechny prachy                         | Graham Sherbourne                                    |                                                                                |
| 1988      | Hothouse                                        | Woods                                                | 1 epizoda                                                                      |
| 1990      | So Proudly We Hail                              | James Wagner                                         |                                                                                |
| 1991      | The General Motors Playwrights Theater          | Ben Cunningham                                       | 1 epizoda                                                                      |
| 1991      | Sladký jed                                      | Henry                                                |                                                                                |
| 1991      | Fire in the Dark                                | Robert                                               |                                                                                |
| 1992      | Hrdina proti své vůli                           | pan Broadman                                         |                                                                                |
| 1993      | Včera narození                                  | Ed Devery                                            |                                                                                |
| 1993      | My Boyfriend's Back                             | pan Dingle                                           |                                                                                |
| 1993      | Screen One                                      | Ralph                                                | 1 epizoda                                                                      |
| 1994      | Foreign Student                                 | Zachary 'Zach' Gilmore                               |                                                                                |
| 1994      | Nepijte vodu                                    | pan Kilroy                                           |                                                                                |
| 1994      | Sám doma a bohatý                               | Richard Rich                                         |                                                                                |
| 1995      | The Face on the Milk Carton                     | Frank Jessmon                                        |                                                                                |
| 1995      | Příšerná rodinka                                | Herman Munster                                       |                                                                                |
| 1995      | Křídla                                          | Y. M. Burg                                           | 1 epizoda                                                                      |
| 1995      | Nixon                                           | Nelson Rockefeller                                   |                                                                                |
| 1995–2009 | Právo a pořádek                                 | Drew Seely / Frederic Matson / pan Mosbeck           | 3 epizody                                                                      |
| 1996      | Soul of the Game                                | Branch Rickey                                        |                                                                                |
| 1996      | V očistci                                       | Dr. Shugrue                                          |                                                                                |
| 1996      | What Love Sees                                  | Morton Treadway                                      |                                                                                |
| 1996      | Zločin v ulicích                                | Thomas Pandolfi                                      | 1 epizoda                                                                      |
| 1996      | Pandořina skříňka                               | prezident                                            |                                                                                |
| 1997      | Kritická péče                                   | Robert Payne                                         |                                                                                |
| 1997      | LIBERTY! The American Revolution                | vypravěč                                             | 5 epizod                                                                       |
| 1997–2001 | Advokáti                                        | Anderson Pearson                                     | 10 epizod cena Emmy v kategorii Nejlepší hostující herec v dramatickém seriálu |
| 1998      | Better Living                                   | Jack                                                 |                                                                                |
| 1998      | Saint Maybe                                     | Doug Bedloe                                          |                                                                                |
| 1998      | Žaloba                                          |                                                      | nebyl uveden v titulcích                                                       |
| 1999      | Atomový vlak                                    | prezident                                            |                                                                                |
| 1999      | Vendeta                                         | D.A. Luzenberg                                       |                                                                                |
| 1999      | Walking Across Egypt                            | reverend Vernon                                      |                                                                                |
| 2000–2003 | Oz                                              | Harrison Beacher                                     | 6 epizod                                                                       |
| 2000–2007 | Gilmorova děvčata                               | Richard Gilmore                                      | 154 epizod                                                                     |
| 2001      | Super finta                                     | Charles Allsworth                                    |                                                                                |
| 2001      | Výtah smrti                                     | Milligan                                             |                                                                                |
| 2001      | Lepší společnost                                | W. R. Hearst                                         |                                                                                |
| 2001      | James Dean                                      | Raymond Massey                                       |                                                                                |
| 2002      | Klub vyvolených                                 | ředitel Woodbridge                                   |                                                                                |
| 2003      | Drzá Jordan                                     | kapitán Thomas Malden                                | 1 epizoda                                                                      |
| 2003      | Nesnesitelná krutost                            | Rex Rexroth                                          |                                                                                |
| 2004      | Starosti pana starosty                          | Avery Hightower                                      | nebyl uveden v titulcích                                                       |
| 2004      | Isaac's Storm                                   | vypravěč                                             |                                                                                |
| 2004      | Ošizeni                                         | Lloyd                                                |                                                                                |
| 2004      | Letec                                           | Joseph Breen                                         |                                                                                |
| 2005      | Tom Goes to the Mayor                           | Benjamin Kaplan                                      | 1 epizoda, dabing                                                              |
| 2006      | Eighty Acres of Hell                            | vypravěč                                             |                                                                                |
| 2006      | The Ten Commandments: Part 2 - The Laws of Man  | vypravěč                                             |                                                                                |
| 2006      | Našli mě naši                                   | Doug Clayton                                         |                                                                                |
| 2006      | Violent Earth: New England's Killer Hurricane   | vypravěč                                             |                                                                                |
| 2006      | Amorův úlet                                     | Lyle                                                 |                                                                                |
| 2006      | Warholka                                        | James Townsend                                       |                                                                                |
| 2007      | Moje žena a jiné katastrofy                     | pan Landis                                           |                                                                                |
| 2007      | Chirurgové                                      | Dr. Norman Shales                                    | 3 epizody                                                                      |
| 2007      | Andrew Jackson                                  | vypravěč                                             |                                                                                |
| 2008      | Studio 30 Rock                                  | Walter                                               | 1 epizoda                                                                      |
| 2009      | Prokletý                                        | Dr. Shepard                                          |                                                                                |
| 2009      | Maskot Pete                                     | ředitel Fred Daly                                    |                                                                                |
| 2009      | The Six Wives of Henry Lefay                    | Goodenough                                           |                                                                                |
| 2010–2012 | Dobrá manželka                                  | Lionel Deerfield                                     | 5 epizod                                                                       |
| 2011      | Wonder Woman                                    | senátor Warren                                       |                                                                                |
| 2011      | Son of Morning                                  | Thomas                                               |                                                                                |
| 2011      | S tebou je mi líp                               | soudce                                               | 1 epizoda                                                                      |
| 2011      | Bucky Larson: Zrozen být hvězdou                | Jeremiah Larson                                      |                                                                                |
| 2011      | V těle boubelky                                 | Reverend Phillips                                    | 1 epizoda                                                                      |
| 2011      | For Robbing the Dead                            | guvernér Dawson                                      |                                                                                |
| 2011      | A Christmas Wish                                | Les McCallum                                         |                                                                                |
| 2011      | The Christmas Pageant                           | Garrett Clark                                        |                                                                                |
| 2012      | Christmas Oranges                               | pan Crampton                                         |                                                                                |
| 2012      | Price Check                                     | Jack Bennington                                      |                                                                                |
| 2012      | Treasure Buddies                                | Philip Wellington                                    |                                                                                |
| 2012      | American Dad!                                   |                                                      | 1 epizoda; dabing                                                              |
| 2012      | Harry's Law                                     | soudce Lester Babcock                                | 3 epizody                                                                      |
| 2013      | Kriminálka Las Vegas                            | Vogel                                                | 1 epizoda                                                                      |
| 2013      | Doorway to Heaven                               | Nate                                                 |                                                                                |
| 2013      | You Are Here                                    | Dr. Vincent                                          |                                                                                |